# 遠峰夏子
遠峰 夏子（とおみね なつこ、1976年12月8日 - ）は、日本のAV女優。身長：154cm　スリーサイズ：B:85、W:59、H:82。
趣味は、お菓子作り。特技は、ピアノ、クラシックバレエ。

## 略歴
神奈川県出身。1995年7月、『新官能姫』でAVデビューした。
2012年、アダルトビデオ30周年を記念したメーカー横断企画、AV30で忘れられない1990年代の美少女12人の1人に選ばれた。また史上最高のAV女優100人ベストの第三弾にも選ばれている。

## 出演作品

### アダルトビデオ
- 新官能姫 エロティック・ファンタジア（1995年7月30日、h.m.p）[2][5]
- 若奥様はふぇらず口 お口いっぱい甘えん棒!（1995年9月19日、h.m.p）[2][5]
- ぷるぷるオッパイびんびんボディやわらかマンボのお嬢様（1995年10月31日、h.m.p）[2][5]
- 官能プリンセス（1995年11月5日、h.m.p）
- 官能クライマックス イクときはいっしょ（1996年3月12日、h.m.p）
- もういちどイカせて（1996年6月13日）
- 遠峰夏子のエッチ100連発（1996年9月20日）
- 新・官能姫　スペシャル!!7人のおしゃぶり娘（2000年1月22日、h.m.p）[5]
- イレブン VOL.1~熱き唇のしたたり~（2001年5月10日、h.m.p） ASIN: B00005HZH1
- お嬢様ファイル (1)（2002年7月31日）他9名出演 ASIN: B0000ANW33
- PURE PRIN お嬢様10人の恥じらい（2002年12月10日、ビデオバンク）
- 「AV15年史」DVD完全版（2003年3月10日、ビデオバンク）
- h.m.p女優大図鑑 [アイドル編]4時間（2004年9月10日、h.m.p）
- AVアイドル・メモリアル 妹系発情娘5連発! 1（2005年12月7日、h.m.p）[5]
- 懐かしのAVアイドル 官能姫ベスト（2011年7月1日、ビデオバンク）[5]
- AV女優100人 3 超人気女優から、幻の女優まで（2012年6月13日、AV30）[5]
- 中原美佑3時間+遠峰夏子3時間（本編まるごと収録）（2012年7月6日）
- 【AV30】忘れられない1990年代の美少女（7月13日、AV30）[5]